# Échasses urbaines
 (novembre 2008).
Si vous disposez d'ouvrages ou d'articles de référence ou si vous connaissez des sites web de qualité traitant du thème abordé ici, merci de compléter l'article en donnant les références utiles à sa vérifiabilité et en les liant à la section « Notes et références ».

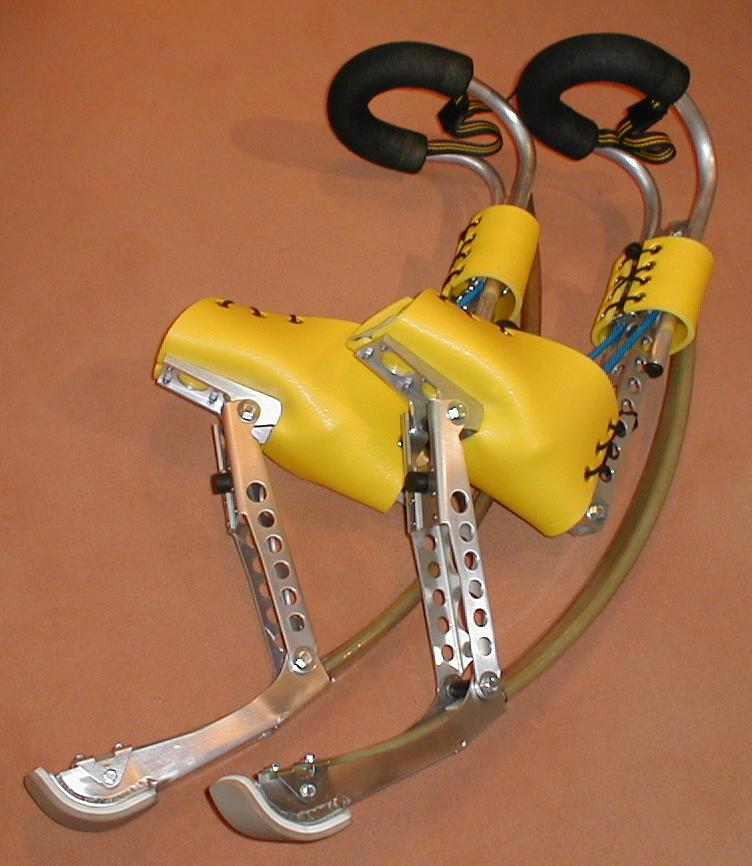
Une paire d'échasses urbaines

Les échasses urbaines sont des instruments destinés à multiplier la performance de leur utilisateur dans ses déplacements.

## Historique
Le principe de ce matériel inventé et breveté par Alexander Böck en 2000 repose sur la capacité à faire courber un ressort en fibre de verre (appelé également lame) fixé sur une structure métallique avec un repose-pied.
Fixées aux jambes, les échasses urbaines permettent ainsi par flexion, comme sur le principe d’un arc, de propulser le riser (nom désignant l’utilisateur) dans la direction choisie.
Ce mode de déplacement peut être pratiqué en tant que loisir ou de manière sportive. 
Grâce à l’effet de propulsion que procurent les ressorts, les échasses urbaines permettent d’augmenter la capacité d’un déplacement classique, que ce soit en vitesse, en longueur ou en hauteur.
En prenant en compte le poids de la structure métallique et tous autres éléments qui composent l’échasse urbaine, le riser évolue avec plus ou moins 4 kg supplémentaires à chaque jambe selon le modèle.
Ainsi, malgré une performance accrue, comme cela a été démontré ci-dessus, ce lest implique une sollicitation considérable des membres inférieurs, lors d’une simple marche, ainsi que supérieurs et du torse pour conserver son équilibre, à 40 cm du sol.
Le nom anglais (PowerBocks) est dérivé du nom de l'inventeur.

## Pratique sportive

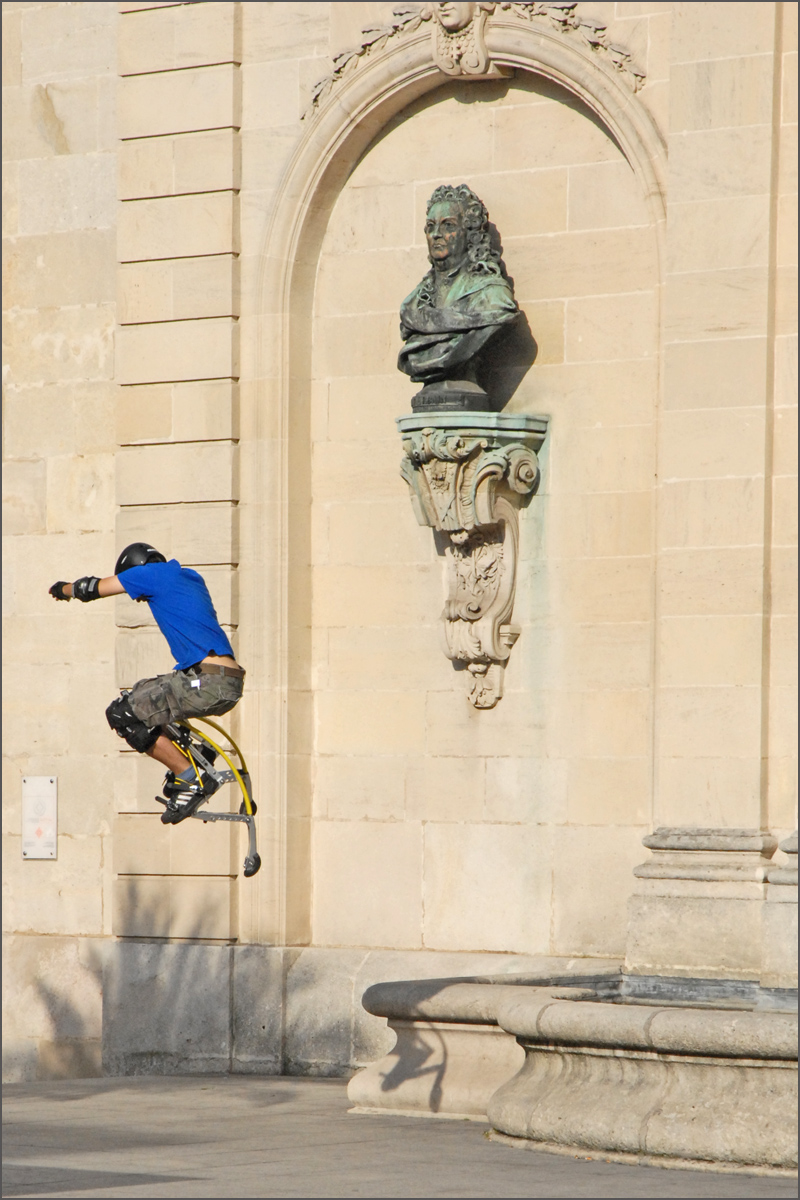
Echasses urbaines en action dans la vieille ville de Nancy

En se basant sur ces améliorations et contraintes lors de leur utilisation, la pratique des échasses urbaines demande un certain nombre d’aptitudes au riser :
- Équilibre
- Vitesse
- Puissance de percussion
- Maîtrise des différentes dimensions spatiales

Sur ce dernier point, compte tenu de l’effet de propulsion du ressort, l’utilisation des échasses urbaines augmente d’autant la durée en l’air.
Concernant l’environnement de pratique, les échasses urbaines étant en appui sur deux patins en alliage caoutchouté, la zone d’évolution demande certaines qualités du sol :
- Relativement plane
- Sec
- antidérapant / non-glissant

Bien que son utilisation en extérieur soit le meilleur environnement afin de profiter des grands espaces, il est exclu de pratiquer sur gravier, terrain humide, glacé ou givré.
Le terrain de prédilection est le bitume ou encore le pavé (régulier et plat).
Pour les épreuves de vitesse, on privilégie les pistes d’athlétisme (Tartan) garantissant une bonne stabilité de l’échasse et par la même occasion une sécurité supplémentaire en cas de chute.
Afin de pallier les contraintes météorologiques, ce sport peut également être pratiqué en intérieur, nécessitant cependant une hauteur sous-plafond conséquente : environ 4 à 5 mètres minimum.
Ainsi, les salles de sports sont les bienvenues pour accueillir les épreuves de hauteur et de longueur, qui nécessitent des tapis de réception.
Compte tenu de la hauteur et des vitesses atteintes, il est prudent de parer aux chutes en s'équipant de protections comparables à celles en usage pour la pratique du patinage à roulettes.

### Disciplines

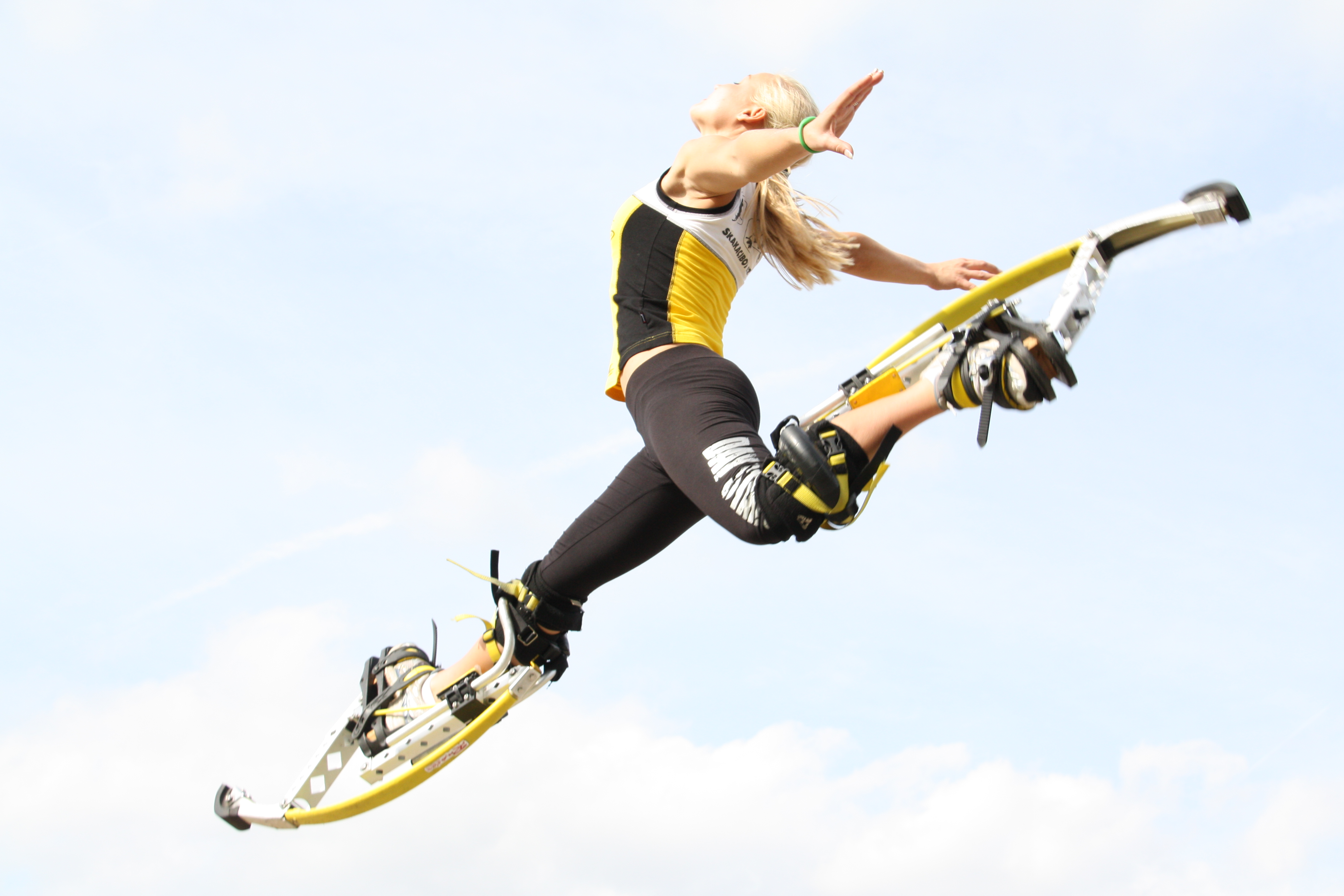
Freestyle

Les diverses disciplines qui utilisent ces échasses comprennent :
- Le fitness : la course à pied est très agréable car l'on s'y trouve comme sur un trampoline, il est possible de marcher, courir, mais aussi de se déplacer comme un kangourou, pieds joints.

- Saut en hauteur : l'épreuve se déroule de préférence en intérieur (salle de sport) avec un matelas de gymnastique (200 × 200 × 20 cm) en réception, derrière un agrès de hauteur conventionnel.

La prise d'élan peut être remplacée selon la technique par un enchaînement de bonds pieds joints à proximité de l'agrès.
Pour valider un saut, le concurrent doit prendre impulsion pieds joints, franchir la barre de hauteur sans la faire tomber, et équilibrer sa réception.
En compétition, la barre est successivement augmentée de 5 cm après la validation d'au moins un saut (sur trois essais) de chaque concurrent.
- Triple saut en longueur : L'épreuve se déroule en intérieur (salle de sport) avec un chemin de tapis de gymnastique ou équivalent (200 × 100 × 30 cm).

Le concurrent utilise une piste d'élan rectiligne et prend son impulsion pieds joints juste avant la planche d'appel.
Si lors de la prise d'appel, la planche est dépassée par l'un des tampons, le saut est invalidé.
Après le premier saut, le concurrent se réceptionne toujours pieds joints et enchaîne deux autres sauts aussi loin que possible.
Si l'un des sauts n'est pas pieds joints, le saut est invalidé.
En compétition, seule la meilleure performance parmi trois essais de chaque concurrent est conservée.
- Epreuves de vitesse: 100 mètres et 400 mètres.

- Epreuves de demi-fond: 800 mètres et 1 500 mètres.

- Epreuves de Freestyle
  - Le Flat : Le concurrent dispose d'une surface et d'un temps défini lors de l'organisation de la compétition pour enchaîner un maximum de figures.
Il sera jugé et noté sur la diversité, la qualité et le nombre de ses figures (Mysty flip, grab, 360, front/back/side flip, etc.)
  - Le Street : pour les personnes ayant un bon sens de l'équilibre, à l'aide de modules divers comme pour le trial dans d'autres sports, il s'agit de se déplacer et faire des bonds d'obstacles en obstacles de manière chronométrée.

Chaque appui sur un des obstacles apporte un temps de pénalité supplémentaire.

### Compétitions
Les premières compétitions ont fait leur apparition lors des  NPD's 2009 en France et jusque 2017 plusieurs compétitions importantes se sont déroulées en France.
A ce jour, les clubs sportifs se réunissent une fois par an pour une compétition qui tourne sur 3 villes : Lille, Lyon et Hesdin.
La Riser Winter Cup, compétition internationale organisée par Riser Road (Lille/Tourcoing/Saint-Laurent Blangy) début Février.
| Année | Participants |
| ----- | ------------ |
| 2015  | 120          |
| 2016  | 150          |
| 2017  | 120          |

Les Nancy Power Days organisés par le club EasyRiser Nancy (en avril/mai) :
| Année | Participants |
| ----- | ------------ |
| 2009  | 45           |
| 2010  | 100          |
| 2011  | 80           |
| 2012  | 80           |
| 2013  | 90           |
| 2014  | 90           |

D'autres compétitions ont eu lieu mais ne sont plus organisés :
Le Challenge international appelé "French Contest" (en septembre) :
Il avait pour principe de se dérouler chaque année dans une nouvelle ville.
| Année | Organisation            | Participants |
| ----- | ----------------------- | ------------ |
| 2009  | Bry Sur Marne           | 80           |
| 2010  | Hoff Riser - Sarrebourg | 140          |
| 2011  | Red Jumpers - Toulouse  | 60           |

La Haut'n Cup, compétition internationale organisée par Seine Urbaine (Meudon), le premier week-end des vacances de la Toussaint :
| Année | Participants |
| ----- | ------------ |
| 2013  | 90           |
| 2014  | 100          |

Chiffres communiqués par les organisateurs.
La pratique des échasses gardant un esprit "de rue", les compétitions restent rarement bornées aux épreuves elles-mêmes.
Ainsi lors des NPD's, il y a un défilé costumé dans la ville de Nancy, lors de la première Winter Cup, il y a eu un concert de rock et lors de la deuxième un laser game.

### Records actuels

#### France
Actuellement, voici les différents records officiels en France:
- Saut en hauteur :
  - Saut en hauteur Homme : Thomas HOGNON (Easyriser Nancy) : 2,90 m Record Mondial obtenu lors de la compétition Nancy Power Days le 1er mai 2016.
  - Saut en hauteur Femme : Sheron DIAZ-PENOUCOS (Easyriser Nancy) : 2,20 m, record de France lors de la compétition Riser Winter Cup de Lille en janvier 2015.
  - Saut en Hauteur Cadette : Noa TOUSSAINT (Easyriser Nancy) : 1,90 m, record de France lors de la compétition Nancy Power Days en mai 2015.
  - Saut en hauteur cadet : Hector DUSAPIN (Easyriser Nancy) : 2,86 m, record de France lors de la compétition Nancy Power Days en mai 2016.
  - Saut en hauteur junior : François BONNAND (Seine Urbaine : Meudon) : 1,85 m. Record de France lors de la compétition Nancy Power Days en avril/mai 2016.

- Triple saut :
  - Triple saut homme : Thomas HOGNON (Easyriser Nancy) : 16,49 m, lors de la compétition Nancy Power Days en mai 2015.
  - Triple saut dame : Sheron DIAZ-PENOUCOS (Easyriser Nancy) : 11,43 m, lors de la compétition Rise Winter Cup en janvier 2015.
  - Triple saut Cadette : Noa TOUSSAINT  (Easyriser Nancy) : 9,58 m, lors de la compétition Nancy Power Days en mai 2014.
  - Triple saut cadet : Julien BAILLY (EasyRiser Nancy) : 14,74 m, lors de la compétition Nancy Power Days en mai 2015.
  - Triple saut junior : BONNAND François (Seine Urbaine MEUDON) : 11,49 m, lors de la compétition Nancy Power Days en mai 2016.
- Course (cette épreuve n'est pour le moment plus représentée dans les compétitions depuis 2011)
  - 400 mètres : Jean-Luc Antoine (UrbanRiser) : 54 secondes

## Les modèles
Powerstrider 
Poweriser 
SpeedJumper
A-Jump

## Les échasses dans le monde
Les échasses urbaines sont présentes tant en Europe qu'en Amérique latine ou au Canada. 

### Déploiement en France
Bien que très jeune, la pratique des échasses urbaines s’est développée sur l’ensemble du territoire national depuis 2008.
Surtout représenté dans la zone Est de la France, ce phénomène peut s’expliquer par le pays d’origine (Allemagne) dans lequel est né l’instrument. 
Par effet de propagation, les échasses urbaines sont fortement représentées en Alsace (Chiffre 2011: 80 pratiquants en club), puis en Lorraine et en Champagne, et enfin de manière encore irrégulière pour le reste la France.
S’appuyant sur une forte utilisation durant les années 2006 à 2009 par des sociétés de communication ou de sport/loisirs, la pratique a peu à peu séduit des pratiquants, de manière plus ou moins éparse, dans d’autres régions.
Grâce un certain nombre d’initiations lors des opérations de communication, les ventes d’échasses urbaines ont permis une diffusion sur tout le territoire national.

#### FEDFEU
Une association de préfiguration à la Fédération Française d’Echasses Urbaines a été déclarée le 4 juillet 2011.
Cette instance avait pour objectif d’organiser, réglementer (d’abord en interne), et promouvoir les échasses urbaines en France.
Elle a été clôturée en 2019.